# Наша черга, хлопці!
«Наша черга, хлопці!» («ჩვენი ჯერია, ბიჭებო») — радянський художній фільм 1985 року, знятий режисером Баадуром Цуладзе на кіностудії «Грузія-фільм».

## Сюжет
Георгій двічі намагався вступити до консерваторії. Другу невдачу він вважав закономірною. Співпереживати не було кому: мати оформляла розлучення, батько відчував власне щастя. Новий чоловік матері прилаштував Георгія на престижну роботу, з якої він одразу втік. Герой не знав, що робити, куди себе подіти і взагалі — як жити. А тут прийшла повістка до армії. Не замислюючись, Георгій попрощався з матір'ю і, здається, вперше відчув свободу.

## У ролях
- Заза Чхеїдзе — Георгій Шубладзе, рядовий
- Олександр Яковлєв — прапорщик Звєрєв
- Кіра Андронікашвілі — мати Георгія
- Баадур Цуладзе — батько Георгія
- Гурам Пірцхалава — Вахтанг
- Гіо Хуцішвілі — Тенгіз Майсурадзе
- Володимир Пінчевський — рядовий Лобів
- Олег Шишкін — рядовий Колечко
- Ільяс Гурбанов — рядовий Мумінов
- Олена Циплакова — Катя, диспетчерка.
- Яніна Лісовська — Таня
- Маргарита Лобко — Віра
- Анатолій Афанасьєв — Бєляєв
- Сергій Коровін — молодший сержант
- Ніна Дворжецька — епізод
- В. Ткаченко — епізод
- А. Фрідман — епізод
- М. Молодцев — епізод
- С. Олійник — епізод
- С. Янченко — епізод
- А. Олійник — епізод
- Сергій Єрмаков — епізод
- В'ячеслав Караваєв — колега Звєрєва
- В. Голубенко — епізод
- О. Кисельова — епізод
- Вікторія Куль — Галя, продавчиня квітів
- С. Грибов — епізод
- І. Ішутін — епізод
- І. Чалий — епізод
- Л. Скребатун — епізод
- Каха Мелітаурі — епізод
- Н. Шульга — епізод
- В. Томпальський — епізод
- Ніна Турманідзе — епізод
- П. Казицький — епізод
- В. Крилов — епізод
- Д. Панкова — епізод
- В. Лямцев — епізод
- Є. Топчян — епізод
- С. Маричев — епізод
- Є. Геращенко — епізод
- Є. Пірцхалаїшвілі — епізод
- І. Чебан — епізод
- Олексій Золотницький — закадровий текст

## Знімальна група
- Режисер — Баадур Цуладзе
- Сценарист — Гаррі Кунцев
- Оператор — Олександр Гвасалія
- Композитор — Михайло Одзелі
- Художник — Борис Цхакая